# Adria Media Balkan
Adria Media Balkan (tiếng Macedonia Cyrillic: Адриа Медиа Балкан) là một công ty xuất bản đóng tại Skopje, Bắc Macedonia. Công ty xuất bản nhật báo Sloboden Pechat.
Adria Media Balkan thuộc sở hữu của Adria Media Group từ Serbia và Gruner + Jahr đến từ Đức. Gruner + Jahr là công ty con của tập đoàn lớn nhất ở Đức, Bertelsmann.